# Perstorps Framtid
Perstorps Framtid (PF) är ett lokalt politiskt parti i Perstorps kommun.

## Historik
Perstorps Framtid bildades inför valet till kommunfullmäktige 2010. I kommunalvalet 2010 fick partiet 1 012 röster (24,68 %) och nio mandat i kommunfullmäktige. Partiet blev det näst största i kommunen. I valet 2014 fick ökade partiet något till 1 028 röster (24,53 %) och behöll sina mandat. I valet 2018 fick partiet 1 244 röster, (29,79 %) och blev största parti i kommun, PF ökade med ett mandat. I valet 2022 minskade antalet röster till 559 (13,69 %) och partiet tappade 6 mandat. Efter valet ingick Perstorps Framtid i en majoritetskoalition med Socialdemokraterna, Moderaterna, Centerpartiet och Kristdemokraterna.

## Valresultat
| År   | Röster | %     | Mandat   |
| ---- | ------ | ----- | -------- |
| 2010 | 1 012  | 24,68 | 9 av 35  |
| 2014 | 1 028  | 24,53 | 9 av 35  |
| 2018 | 1 244  | 29,79 | 10 av 35 |
| 2022 | 559    | 13,69 | 4 av 27  |